# Kidugua
Kidugua is een geslacht van spinnen uit de  familie van de Agelenidae (trechterspinnen).

## Soort
- Kidugua spiralis Lehtinen, 1967